# Aedes kochi
Aedes kochi är en tvåvingeart som först beskrevs av Donitz 1901.  Aedes kochi ingår i släktet Aedes och familjen stickmyggor. Inga underarter finns listade i Catalogue of Life.